# Waleri Leonidowitsch Pokrowski
Waleri Leonidowitsch Pokrowski (russisch Валери Леонидович Покровский, englische Transkription Valery L. Pokrovsky; * 1. Januar 1931) ist ein russischer Physiker. Er war Professor für Theoretische Physik an der Texas A&M University und Wissenschaftler am Landau-Institut für Theoretische Physik.
Waleri Pokrowski studierte Physik in Charkow, wo er 1953 sein Diplom machte, und promovierte 1957 an der Universität von Tomsk. Seine Lehrer waren unter anderem Lifschitz und Achijeser. Danach war er 13 Jahre lang Lehrer an einer Techniker-Schule in Nowosibirsk, wo er außerdem bei Rumer 1957 (an der Universität Tomsk) promoviert wurde. Ab 1957 war er am Institut für Strahlenphysik und danach dem Institut für Halbleiterphysik der Sibirischen Abteilung der Sowjetischen Akademie der Wissenschaften. Daneben hielt er Vorlesungen an der Universität Nowosibirsk. Seit 1966 forscht er am damals neu gegründeten Landau-Institut für Theoretische Physik in Tschernogolowka nahe Moskau, verbunden mit einer Professur für Theoretische Physik am Moskauer Institut für Physik und Technologie. Seit 1992 ist er Professor an der Texas A&M University (1998 wurde er zum distinguished professor ernannt).
Schwerpunkte seiner wissenschaftlichen Arbeit liegen in der Statistischen Physik und in der Festkörperphysik. Besonders bemerkenswert sind seine frühen grundlegenden Beiträge, um 1965, zur modernen Theorie der Phasenübergänge (Skalierung der Korrelationsfunktionen nahe kritischen Punkten), zusammen mit Alexander Pataschinski, sowie seine Analyse von Phasenumwandlungen zwischen kommensurablen und inkommensurablen Phasen in zweidimensionalen Systemen, zusammen mit Andrei Talapov (Pokrovsky-Talapov transition). In jüngster Zeit (2005) befasst er sich mit dem Einfluss von Rauschen auf Landau-Zener-Tunneln und Materialien mit gleichzeitig ferromagnetischen und Supraleiter-Eigenschaften. 
Mit Patashinski und Issaak Chalatnikow entwickelte er 1963 eine nichtstörungstheoretische Methode für semiklassische Streuprobleme an Potentialtöpfen in der Quantenmechanik (unter Verwendung von Regge-Polen).
Pokrowskis hervorragende Forschung ist u. a. zweimal mit dem Landau-Preis der Akademie der Wissenschaften der UdSSR (1984, 2018), dem Humboldt-Preis der Deutschen Forschungsgemeinschaft (2000) und dem Lars-Onsager-Preis der American Physical Society (2005), deren Fellow er 1999 wurde, gewürdigt worden. 